# Spengler Cup 1992
Der Spengler Cup 1992 (französisch Coupe Spengler 1992) war die 66. Auflage des gleichnamigen Wettbewerbs und fand vom 26. bis 31. Dezember 1992 im Schweizer Luftkurort Davos statt. Als Spielstätte fungierte das dortige Eisstadion.
Es siegte das Team Canada, das durch einen 6:5-Sieg im Finalspiel über Färjestad BK das Turnier gewann. Bereits in der Qualifikation hatten die Kanadier die Partie mit 5:3 für sich entschieden. Es war der vierte Turniererfolg für die Kanadier nach 1984, 1986 und 1987. Der Gastgeber HC Davos nahm wie in den beiden Vorjahren nicht am Turnier teil und wurde von Schweizer Seite durch Fribourg-Gottéron vertreten. Der Schwede Håkan Loob war mit acht Scorerpunkten, darunter vier Tore, erfolgreichster Akteur des Turniers.

## Modus
Die fünf teilnehmenden Teams spielten zunächst in einer Einfachrunde im Modus «jeder gegen jeden», so dass jede Mannschaft vier Spiele bestritt. Die beiden punktbesten Mannschaften nach Abschluss der zehn Qualifikationsspiele ermittelten schliesslich in einer zusätzlichen Partie den Turniersieger.

## Turnierverlauf

### Qualifikation
| Dezember 1992 | Fribourg-Gottéron | 1:3 (0:1, 0:1, 1:2) | HK ZSKA Moskau | Eisstadion, Davos |

| Dezember 1992 | Färjestad BK | 5:3 (2:0, 1:2, 2:1) | EC Hedos München | Eisstadion, Davos |

| Dezember 1992 | Färjestad BK | 3:5 (1:2, 2:2, 0:1) | Team Canada | Eisstadion, Davos |

| Dezember 1992 | Fribourg-Gottéron | 3:5 (0:0, 1:2, 2:3) | EC Hedos München | Eisstadion, Davos |

| Dezember 1992 | Fribourg-Gottéron | 5:7 (1:2, 3:3, 1:2) | Färjestad BK | Eisstadion, Davos |

| Dezember 1992 | HK ZSKA Moskau | 5:3 (2:0, 1:1, 2:2) | Team Canada | Eisstadion, Davos |

| Dezember 1992 | Team Canada | 8:5 (2:2, 3:2, 3:1) | EC Hedos München | Eisstadion, Davos |

| Dezember 1992 | HK ZSKA Moskau | 3:6 (2:2, 0:1, 1:3) | Färjestad BK | Eisstadion, Davos |

| Dezember 1992 | EC Hedos München | 4:3 (1:2, 1:1, 2:0) | HK ZSKA Moskau | Eisstadion, Davos |

| Dezember 1992 | Fribourg-Gottéron | 4:5 n. V. (4:0, 0:1, 0:3, 0:1) | Team Canada | Eisstadion, Davos |

| Pl. |                   | Sp | S | N | Tore  | Punkte |
| --- | ----------------- | -- | - | - | ----- | ------ |
| 1.  | Team Canada       | 4  | 3 | 1 | 21:17 | 6:2    |
| 2.  | Färjestad BK      | 4  | 3 | 1 | 21:16 | 6:2    |
| 3.  | EC Hedos München  | 4  | 2 | 2 | 17:19 | 4:4    |
| 4.  | HK ZSKA Moskau    | 4  | 2 | 2 | 14:14 | 4:4    |
| 5.  | Fribourg-Gottéron | 4  | 0 | 4 | 13:20 | 0:8    |

### Final
| 31. Dezember 1992 12:00 Uhr | Team Canada | 6:5 n. V. (1:1, 2:2, 2:2, 1:0) | Färjestad BK | Eisstadion, Davos |

## Siegermannschaft
| Spengler-Cup-Sieger Team Canada | Torhüter: Mike Fountain Verteidiger: Yan Arsenault, Mark Astley, Darren Durdle, Ashlin Halfnight, Chris Therien, Brian Tutt, Aaron Ward Stürmer: Clayton Beddoes, Paul Gagné, Fabian Joseph, Morris Lukowich, Don McLaren, Mike Millar, Brian Propp, Mike Richard, Joel Savage, Ken Yaremchuk Cheftrainer: Andy Murray |